# Kalimpong
Kalimpong (bengalisch কালিম্পং, Kālimpaṃ) ist eine Stadt in den Siwaliks im indischen Bundesstaat Westbengalen im Distrikt Darjiling.
Der Ort hat etwa 50.000 Einwohner (Zensus 2011). Am Stadtrand befindet sich ein großer Stützpunkt der indischen Streitkräfte.
Kalimpong ist für seine Bildungseinrichtungen weit über die Grenzen Westbengalens hinaus bekannt. Seit einigen Jahren ist der Ort auch für den Tourismus interessant geworden. Hier stehen viele buddhistische Tempel.

## Geographie
Die Stadt liegt an den Bergen Deolo Hill und Durpin Hill in den Siwaliks auf einer Höhe von durchschnittlich 1247 m ü. NN. Deolo, der höchste Punkt des Ortes, liegt auf 1704 m. Der Fluss Tista in der Nähe von Kalimpong bildet die Grenze zum Bundesstaat Sikkim.

## Geschichte
Der Ort war lange Zeit vom indigenen Volk der Lepcha sowie auch der zugewanderten Bhutia und Limbu (schwach) besiedelt. Bis zur Mitte des 19. Jahrhunderts wurde die Gegend abwechselnd von den Königreichen Sikkim und Bhutan regiert. Durch den Vertrag von Sinchula (1865) wurde die Gegend östlich der Tista der British East India Company zugeschlagen. Zu dieser Zeit war Kalimpong ein Weiler mit vier Familien. Nach dem Duar-Krieg 1864 wurde Kalimpong als Bergstation durch die Briten erbaut. Sie stellte einen Erholungsort von den heißen tieferliegenden Gegenden dar. Kalimpongs Nähe zu den Pässen Nathu La und Jelep La, Ableger der Seidenstraße, wurde zu einem Vorteil für den Außenhandel nach Tibet und dem Rest Indiens.
Die Ankunft schottischer Missionare hatte unter anderem den Bau von Schulen zur Folge. Die Scottish University Mission Institution war dabei 1886 die erste, gefolgt von der Kalimpong Girls High School. 1911 betrug die Einwohnerzahl 7880.
Nach der indischen Unabhängigkeit 1947 wurde Kalimpong Teil Westbengalens, nachdem Bengalen in einen indischen und pakistanischen Teil gespalten wurde. Durch die Annexion von Tibet durch China 1959 flohen viele buddhistischen Mönche in die Tempel von Kalimpong, seitdem werden durch sie auch viele neue Klöster gebaut.
Seit 1993 besteht die Gandhi-Ashram-Schule.

## Wirtschaft

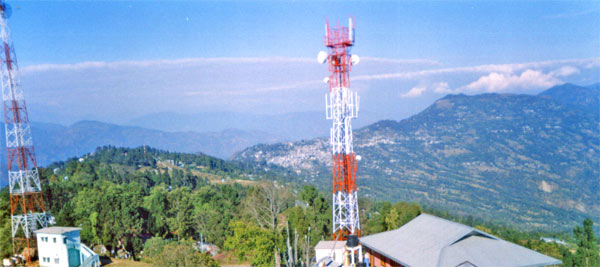
Blick auf Kalimpong vom Durpin Hill

Der Hauptwirtschaftszweig ist der Tourismus, Hochsaison ist der Frühling und der Sommer. Die Landwirtschaft, deren Felder terrassenförmig angelegt sind, ist ein weiterer bedeutender Wirtschaftszweig. Hier wachsen vor allem Orangen und Tee. Die Militäranlagen bieten ebenfalls einen Absatzmarkt.

## Verkehr
Der nächste Flughafen ist Bagdogra Airport bei Shiliguri (80 km), der nächste Eisenbahnanschluss ist in New Jalpaiguri etwa 10 Kilometer südlich von Shiliguri. Kalimpong liegt am National Highway 31-A, der Shiliguri mit Gangtok verbindet.

## Kultur
Im Ort findet sich das Lepcha-Museum, das über die Kultur der Lepcha informiert, sowie das Zang-Dhok-Palri-Phodong-Kloster mit 108 Bänden des Kangyur. Das Kloster gehört zur Gelugpa-Schule des Buddhismus.
Der tibetische Tulku Dhardo Rinpoche lebte hier von 1954 bis zu seinem Tode im Jahre 1990. Er ist ein Beispiel für viele Flüchtlinge, die sich hier niederließen.
Kalimpong ist zurzeit der Hauptwohnsitz von Thaye Dorje, der Orgyen Thrinle Dorje den Anspruch streitig macht, der 17. Karmapa zu sein.

## Persönlichkeiten
- Ahmet Robenson (1889–1965), türkischer Sportlehrer
- Khandro Rinpoche (* 1967), weibliche indische Lama des Buddhismus in Tibet